# Gurneys pitta
Gurneys pitta (Hydrornis gurneyi; ook wel Pitta gurneyi) is een vogelsoort uit de familie van pitta's (Pittidae). De vogel werd in 1875 door de Britse vogelkundige Allan Octavian Hume geldig beschreven en vernoemd naar zijn collega John Henry Gurney. Het is een ernstig bedreigde vogelsoort uit Zuidoost-Azië.

## Kenmerken
Het mannetje van Gurneys pitta lijkt op blauwstaartpitta maar de kop is zwart gekleurd en de achterkant van de kruin en de nek zijn glinsterend blauw (niet geel of oranje) en er is geen wit op de vleugel. Het vrouwtje lijkt ook op (het vrouwtje van) de blauwstaartpitta, maar de ze is meer geelbruin op de kop en weer ontbreekt het wit op de vleugel.

## Leefwijze
Net als de meest pitta’s leeft Gurneys pitta in tropisch laaglandregenwoud. Hoewel de dieren kunnen vliegen, geven ze er doorgaans de voorkeur aan om op de grond te blijven. Hun voedsel vinden ze op bosbodem en bestaat voornamelijk uit ongewervelde dieren zoals insecten en slakken.

## Verspreiding en leefgebied
Gurneys pitta komt voor op het Maleisisch schiereiland en Tanintharyi (Myanmar). Deze pitta was vroeger (vóór 1950) vrij algemeen, maar sinds 1952 ontbraken er al waarnemingen uit Thailand. Sinds 1986 wordt daar zorgvuldig onderzoek naar de verspreiding gedaan. Aanvankelijk leverde dit vijf locaties met waarnemingen op maar in de loop van de jaren 1990 verdwenen de vogels op vier van de gevonden plaatsen. In 1997 werden negen paren aangetroffen op een plek waar in 1986 nog 44-45 paren zaten. Onderzoek in Myanmar in 2003 leverde vier verschillende plaatsen waar nog Gurneys pitta's huisden. Door deze ontdekking werd in 2008 de status ernstig bedreigd veranderd in bedreigd.

## Status
De grootste bedreiging voor deze pitta is de omvorming van tropisch laaglandbos in oliepalmplantages. Een voorstel om een bosreservaat in Myanmar een meer beschermde status te geven is afgesteld, daardoor staat Gurneys pitta sinds 2019 (weer) als ernstig bedreigde vogelsoort op de Rode Lijst van de IUCN.